# Junioren-Badmintonsüdamerikameisterschaft 2018
Die Junioren-Badmintonsüdamerikameisterschaft 2018 fand vom 25. November bis zum 2. Dezember 2018 in Lima in Peru statt.

## Sieger und Platzierte U11
| Disziplin    | Gold                                                | Silber                                                         | Bronze                                                         |
| ------------ | --------------------------------------------------- | -------------------------------------------------------------- | -------------------------------------------------------------- |
| Herreneinzel | Guillermo Buendía Maldonado                         | Alessandro Gutierrez Quicaño                                   | Kaio Vinicius Pereira De Oliveira                              |
| Herreneinzel | Guillermo Buendía Maldonado                         | Alessandro Gutierrez Quicaño                                   | Bruno Gabriel Silva Candido                                    |
| Dameneinzel  | Luciana Barboza Lescano                             | Carla Alessandra Valdivia Bernales                             | Sofía Naomi Junco Vasquez                                      |
| Dameneinzel  | Luciana Barboza Lescano                             | Carla Alessandra Valdivia Bernales                             | Luz Fernanda Quispe Quispe                                     |
| Herrendoppel | Guillermo Buendía Maldonado Sebastián Callo Soberón | Marcelo Ruiz Starke Umesh Andrés Lescano Konda                 | Bruno Gabriel Silva Candido Kaio Vinicius Pereira De Oliveira  |
| Herrendoppel | Guillermo Buendía Maldonado Sebastián Callo Soberón | Marcelo Ruiz Starke Umesh Andrés Lescano Konda                 | Gianlucca Villacorta Labarthe Giordano Villacorta Labarthe     |
| Damendoppel  | Analía Yi Ordoñez Luciana Barboza Lescano           | Sofía Naomi Junco Vasquez Valeria Franshesca Schaefer Carmona  | Carla Alessandra Valdivia Bernales Lucero Nicolle Roque Caycho |
| Damendoppel  | Analía Yi Ordoñez Luciana Barboza Lescano           | Sofía Naomi Junco Vasquez Valeria Franshesca Schaefer Carmona  | Luciana Vrandecich Reyes Luz Fernanda Quispe Quispe            |
| Mixed        | Marcelo Ruiz Starke Luciana Barboza Lescano         | Guillermo Buendía Maldonado Carla Alessandra Valdivia Bernales | Bruno Gabriel Silva Candido Theresa Gabriela Cristovão         |
| Mixed        | Marcelo Ruiz Starke Luciana Barboza Lescano         | Guillermo Buendía Maldonado Carla Alessandra Valdivia Bernales | Martin Olmos Pia Pizarro                                       |

## Sieger und Platzierte U13
| Disziplin    | Gold                                              | Silber                                         | Bronze                                                          |
| ------------ | ------------------------------------------------- | ---------------------------------------------- | --------------------------------------------------------------- |
| Herreneinzel | Ian Moromisato Namisato                           | Vasco Belmont Augusto                          | Ian Brandes Augusto                                             |
| Herreneinzel | Ian Moromisato Namisato                           | Vasco Belmont Augusto                          | Jose María Rendón Chirinos                                      |
| Dameneinzel  | Talli Chomchey Rivera                             | Estefanía Canchanya Caycho                     | Shary Andrade Yanque                                            |
| Dameneinzel  | Talli Chomchey Rivera                             | Estefanía Canchanya Caycho                     | Vania Mirei Moromisato Kina                                     |
| Herrendoppel | Ian Moromisato Namisato Vasco Belmont Augusto     | Lucas Henrique Kaneda Lucas Macanhã Rodrigues  | Alejandro Francisco Crisanto Toribio Fabrizio Gutierrez Quicaño |
| Herrendoppel | Ian Moromisato Namisato Vasco Belmont Augusto     | Lucas Henrique Kaneda Lucas Macanhã Rodrigues  | Gonzalo Castillo Salazar Jose María Rendón Chirinos             |
| Damendoppel  | Talli Chomchey Rivera Vania Mirei Moromisato Kina | Estefanía Canchanya Caycho Mía Ruiz Starke     | Rafaela Silva La Rosa Shary Andrade Yanque                      |
| Damendoppel  | Talli Chomchey Rivera Vania Mirei Moromisato Kina | Estefanía Canchanya Caycho Mía Ruiz Starke     | Mariana Injoque Cantella Valeria Schwalb Ruiz                   |
| Mixed        | Vasco Belmont Augusto Talli Chomchey Rivera       | Ian Brandes Augusto Estefanía Canchanya Caycho | Ian Moromisato Namisato Vania Mirei Moromisato Kina             |
| Mixed        | Vasco Belmont Augusto Talli Chomchey Rivera       | Ian Brandes Augusto Estefanía Canchanya Caycho | Jose María Rendón Chirinos Rafaela Silva La Rosa                |

## Sieger und Platzierte U15
| Disziplin    | Gold                                                   | Silber                                             | Bronze                                                          |
| ------------ | ------------------------------------------------------ | -------------------------------------------------- | --------------------------------------------------------------- |
| Herreneinzel | Mariano Ernesto Velarde Alzamora                       | Henry Huebla León                                  | Rafael Cabral                                                   |
| Herreneinzel | Mariano Ernesto Velarde Alzamora                       | Henry Huebla León                                  | Sharum Hilder Durand Cárdenas                                   |
| Dameneinzel  | Fernanda Munar Solimano                                | Rafaela Munar Solimano                             | Sofia Alonso                                                    |
| Dameneinzel  | Fernanda Munar Solimano                                | Rafaela Munar Solimano                             | Namie Chiara Miyahira Tsukazan                                  |
| Herrendoppel | Adriano Viale Aguirre Mariano Ernesto Velarde Alzamora | Pedro Henrique Silva Inácio Rafael Cabral          | Fabricio Tabini Pinasco Sharum Hilder Durand Cárdenas           |
| Herrendoppel | Adriano Viale Aguirre Mariano Ernesto Velarde Alzamora | Pedro Henrique Silva Inácio Rafael Cabral          | Cristobal Guzmán-Barrón Lengua Valentino Mendoza Tolentino      |
| Damendoppel  | Fernanda Munar Solimano Rafaela Munar Solimano         | Namie Chiara Miyahira Tsukazan Valeria Pilares Lea | Ana Julia Naomi De Holanda Ywata Natalia Bortolini Stein        |
| Damendoppel  | Fernanda Munar Solimano Rafaela Munar Solimano         | Namie Chiara Miyahira Tsukazan Valeria Pilares Lea | Aline Miyabara Sofia Alonso                                     |
| Mixed        | Adriano Viale Aguirre Rafaela Munar Solimano           | Erick Hikaru Furuuchi Natalia Bortolini Stein      | Mariano Ernesto Velarde Alzamora Namie Chiara Miyahira Tsukazan |
| Mixed        | Adriano Viale Aguirre Rafaela Munar Solimano           | Erick Hikaru Furuuchi Natalia Bortolini Stein      | Sharum Hilder Durand Cárdenas Valeria Pilares Lea               |

## Sieger und Platzierte U17
| Disziplin    | Gold                                                              | Silber                                               | Bronze                                                   |
| ------------ | ----------------------------------------------------------------- | ---------------------------------------------------- | -------------------------------------------------------- |
| Herreneinzel | Gabriel Cury                                                      | Nicolas Oliva                                        | Joseph Rodríguez Huebla                                  |
| Herreneinzel | Gabriel Cury                                                      | Nicolas Oliva                                        | Juan Manuel Noguera Quintero                             |
| Dameneinzel  | Airi Moromisato Kina                                              | Andrea Flores Vasquez De Velasco                     | Maria Emanuelle Ferreira Da Rocha                        |
| Dameneinzel  | Airi Moromisato Kina                                              | Andrea Flores Vasquez De Velasco                     | Ariane Nakasone Rodríguez                                |
| Herrendoppel | Imanhol Navarro Hurtado Remo Sebastián Blondet Martínez           | Gabriel Cury Matheus Diniz                           | Enzo Anzai Marcos Arthur Montes Ribeiro Francisco Chagas |
| Herrendoppel | Imanhol Navarro Hurtado Remo Sebastián Blondet Martínez           | Gabriel Cury Matheus Diniz                           | Alejandro Chueca Sánchez Jhoey Alexis Tejada Rojas       |
| Damendoppel  | Eloa Souza Evelly Gomes                                           | Ariane Nakasone Rodríguez Fiorella Cienfuegos Peña   | Iona Gualdi Paula Lopez                                  |
| Damendoppel  | Eloa Souza Evelly Gomes                                           | Ariane Nakasone Rodríguez Fiorella Cienfuegos Peña   | Airi Moromisato Kina Andrea Flores Vasquez De Velasco    |
| Mixed        | Fernando Da Costa Vieira Junior Maria Emanuelle Ferreira Da Rocha | Juan Manuel Noguera Quintero Juliana Giraldo Andrade | Enzo Anzai Evelly Gomes                                  |
| Mixed        | Fernando Da Costa Vieira Junior Maria Emanuelle Ferreira Da Rocha | Juan Manuel Noguera Quintero Juliana Giraldo Andrade | Nicolas Oliva Ailén Oliva                                |

## Sieger und Platzierte U19
| Disziplin    | Gold                                            | Silber                                      | Bronze                                          |
| ------------ | ----------------------------------------------- | ------------------------------------------- | ----------------------------------------------- |
| Herreneinzel | Donnians Lucas Abreu De Oliveira                | Vinicius Gabriel Soares Alecrim De Paula    | Alonso Medel                                    |
| Herreneinzel | Donnians Lucas Abreu De Oliveira                | Vinicius Gabriel Soares Alecrim De Paula    | Bruno Barrueto                                  |
| Dameneinzel  | Fernanda Saponara Rivva                         | Inés Mendoza Rosell                         | Tamires Dos Santos                              |
| Dameneinzel  | Fernanda Saponara Rivva                         | Inés Mendoza Rosell                         | Stefany Chen Chen                               |
| Herrendoppel | Felipe Roberto Mendes Ribeiro Francisco Brandão | Andy Baque Marcillo Joseph Rodríguez Huebla | Nicolas Oliva Santiago Otero                    |
| Herrendoppel | Felipe Roberto Mendes Ribeiro Francisco Brandão | Andy Baque Marcillo Joseph Rodríguez Huebla | Mateo Delmastro Sebastián Contro                |
| Damendoppel  | Munnyk De Laia Tamires Dos Santos               | Stefany Chen Chen Valeria Wong Lam          | Inés Mendoza Rosell Micaela Castillo Salazar    |
| Damendoppel  | Munnyk De Laia Tamires Dos Santos               | Stefany Chen Chen Valeria Wong Lam          | Fernanda Saponara Rivva Micaela Flores          |
| Mixed        | Bruno Barrueto Fernanda Saponara Rivva          | Francisco Brandão Sofia Alonso              | Juan Ignacio Segui Estefanny Gonzaga Costa      |
| Mixed        | Bruno Barrueto Fernanda Saponara Rivva          | Francisco Brandão Sofia Alonso              | Nicolas Macías Brandes Micaela Castillo Salazar |